# Synagoga Szymona Grinszpana w Łodzi
Synagoga Szymona Grinszpana w Łodzi – prywatny dom modlitwy znajdujący się w Łodzi przy ulicy Piotrkowskiej 38.
Synagoga została zbudowana w 1892 roku z inicjatywy Szymona Grinszpana. Mogła ona pomieścić 30 osób. Podczas II wojny światowej hitlerowcy zdewastowali synagogę.  